# الکساندر هرتز
الکساندر هِرتز (لهستانی: Aleksander Hertz؛ ۱۸۷۹ – ۲۶ ژانویه ۱۹۲۸) تهیه‌کننده و کارگردان یهودی اهل لهستان بود. از جمله آثار وی می‌توان به فیلم صامت کنتس والوسکا اشاره کرد.